# Antichrist Superstar
Antichrist Superstar (geschreven Antichrist Svperstar) is Marilyn Mansons tweede studioalbum (als de ep Smells Like Children niet wordt meegerekend), uitgebracht in 1996. Het album kan in drie delen verdeeld worden: de nummers 1 t/m 4, nummers 5 t/m 11 en nummers 12 t/m 17 (99). Elk deel is een apart verhaal.

## Tracklisting
1. Irresponsible Hate Anthem - 4:17
2. The Beautiful People - 3:38
3. Dried Up, Tied and Dead to the World - 4:15
4. Tourniquet - 4:29
5. Little Horn - 2:43
6. Cryptorchid - 2:44
7. Deformography - 4:31
8. Wormboy - 3:56
9. Mister Superstar - 5:04
10. Angel With the Scabbed Wings - 3:52
11. Kinderfeld - 4:51
12. Antichrist Superstar - 5:14
13. 1996 - 4:01
14. The Minute of Decay - 4:44
15. The Reflecting God - 5:36
16. Man That You Fear - 6:10
17. Untitled - 1:39 (bij het afspelen van de cd is dit nummer 99, nummers 17 tot en met 98 zijn stille tracks voor nummer 99 begint)